# Mesargus sancita
Mesargus sancita är en insektsart som beskrevs av William Lucas Distant 1908. Mesargus sancita ingår i släktet Mesargus och familjen dvärgstritar. Inga underarter finns listade i Catalogue of Life.